# Model Pensona-Kolba-Hubbarda
Model Pensona-Kolba-Hubbarda – jedno z rozszerzeń modelu Hubbarda, polegające na uwzględnianiu w nim dodatkowego wyrazu w hamiltonianie, pochodzącego z modelu modelu Pensona-Kolba, który uwzględnia przeskoki par elektronów pomiędzy węzłami sieci; hamiltonian ma postać:
{\displaystyle {\hat {H}}=\sum _{ij\sigma }-t_{ij}{\hat {c}}_{j\sigma }^{\dagger }c_{i\sigma }+U\sum _{i}{\hat {c}}_{i\uparrow }^{\dagger }c_{i\uparrow }c_{i\downarrow }^{\dagger }c_{i\downarrow }+J\sum _{<ij>}c_{j\uparrow }^{\dagger }c_{j\downarrow }^{\dagger }c_{i\uparrow }c_{i\downarrow }}
Dwa pierwsze wyrazy odpowiadają zwykłemu modelowi Hubbarda, natomiast ostatni pochodzi z modelu Pensona-Kolba (oznaczenia jak w odpowiednich modelach)